# Винокуровы
Винокуровы — купцы XIX—XX веков, занимавшиеся торговлей в ряде населённых пунктов Западной Сибири.

## Адриан Ильич
Родился в 1849 году, происходил из крестьянского рода Барнаульского округа. С 1876 года вёл торговлю в сёлах Тюменцево и Камень. В середине 1890-х годов его торговые обороты мануфактурой составляли 90 000 рублей. Значительную роль в деятельности купца играла покупка хлеба в Барнаульском уезде и его поставка в сибирские города. В 1906 году Адриан Ильич создал Торговый дом «А. И. Винокуров и сыновья», его основной капитал достигал 120 тысяч рублей. В Камне Торговому дому принадлежали универсальный магазин, паровая мельница и общежития для рабочих. В Новониколаевске владел собственным складом крупчатки на Асинкритовской улице. Занимался благотворительной деятельностью, пожертвовал большую сумму на постройку соборной церкви Богоявления в Камне. Умер в 1909 году.

## Семья Адриана Винокурова

### Родион, Степан и Василий
После смерти Адриана Винокурова его сыновья Родион (1874—1968), Степан (1884—1957) и Василий (1889—?) добились увеличения капитала Дома сначала до 2 млн рублей, а в 1914 году — до 5,6 млн рублей. Они выбирали свидетельства барнаульских купцов, хотя проживали в Камне. Родион был купцом первой гильдии, Степан и Василий — второй. Вели торговлю преимущественно мануфактурой, мукой и хлебом в Новониколаевске, Томске, Иркутске и сёлах Барнаульского уезда. В Новониколаевске им принадлежали амбар для хранения зерна и муки, а также трёхэтажный дом. Торговый дом был кредитором Барнаульского отделения Сибирского торгового банка в 1910 году (100 000 рублей) и Новониколаевского отделения Госбанка в 1916 году (250 000 рублей). В 1919 году вместе со своими семьями уехали в Китай, где занимались меховой торговлей.

### Другие члены семьи
Сын Александр (?—1920), дочь Феозва (1885—1977), жена Александра Семёновна (1851—1923). Дочери Адриана Винокурова Лидия, Феодосия и Дарья умерли в малолетнем возрасте.